# Esri
Esri ( /ˈɛzriː/) (Environmental System Research Institute) è uno dei maggior produttori di sistemi software GIS (geographic information system) e applicazioni per la gestione di basi di dati geolocalizzate.
La compagnia ha un milione di utenti e più di 350.000 organizzazioni, di cui molte agenzie federali statunitensi e agenzie di mappatura statunitense, e tutti i dipartimenti della salute e dei trasporti dei 50 stati degli Stati Uniti, aziende forestali e governi locali, scuole e università, organizzazioni non governative.
Esri ha sede a Redlands in California.
La società fu fondata come Environmental Systems Research Institute (Istituto di ricerca per sistemi ambientali) nel 1969. Nel 2011 i software  Esri (in particolare ArcGIS Desktop) coprivano più del 40% del mercato globale dei sistemi GIS.